# Bernd Häusler
Bernd Häusler (* 18. August 1966 in Radolfzell am Bodensee) ist ein baden-württembergischer Kommunalpolitiker der CDU. Er war von 2006 bis 2013 Bürgermeister (Erster Beigeordneter) von Singen. Seit dem 2. Oktober 2013 ist er Oberbürgermeister der Großen Kreisstadt Singen (Hohentwiel).

## Leben
Häusler ist in der Singener Südstadt aufgewachsen. Er besuchte die Johann-Peter-Hebel-Grundschule und das Friedrich-Wöhler-Gymnasium in Singen, wo er 1987 das Abitur ablegte. Von 1987 bis 1988 leistete er in Immendingen seinen Grundwehrdienst ab. Er studierte von 1988 bis 1994 Verwaltungswissenschaften an der Universität Konstanz. 
Nach Beendigung seines Studiums machte er 1994 ein Praktikum im Bereich „Wirtschaftsförderung und Controlling“ der Stadtverwaltung Singen. Im selben Jahr erhielt Bernd Häusler eine Festanstellung im Bereich des Hauptamtes der Stadtverwaltung Singen. Ein Jahr später übernahm er die Stelle des Wirtschaftsförderers in Singen. Daneben war er 1996 auch noch persönlicher Referent des Oberbürgermeisters und 1997 persönlicher Referent des Geschäftsführers des „Singener Stadtmarketing e.V.“. Im Jahr 2000 wurde er zum Fachbereichsleiter „Zentrale Aufgaben/Service“ ernannt. Von 2003 bis 2006 war er Fachbereichsleiter „Zentrale Aufgaben/Finanzen/Betriebe“ sowie Betriebsleiter der Stadtwerke Singen.

## Politik
Bernd Häusler ist Mitglied der CDU. Zwischen Mai 2005 und September 2005 übernahm er das Amt des Amtsverwesers des Oberbürgermeisters in Singen. Seit 2006 war er Bürgermeister (Erster Beigeordneter) der Stadt Singen, in seinem Geschäftsbereich verantwortete Häusler neben dem Fachbereich „Zentrale Aufgaben/Finanzen/Betriebe“ die Stadtwerke Singen sowie den Fachbereich „Kultur/Schule/Sport/Ortsteile“. Häusler kandidierte bei der Singener Oberbürgermeisterwahl am 30. Juni 2013 gegen den CDU-Amtsinhaber Oliver Ehret. Im ersten Wahlgang kam Häusler kam 48,5 % der Stimmen, sein Kontrahent auf 49,9 %. Bei der Neuwahl am 14. Juli konnte sich Häusler bei knapp 48 % Wahlbeteiligung mit 50,19 % der Stimmen durchsetzen. Sein Amt sollte er ursprünglich am 16. September 2013 antreten, allerdings wurde gegen das Ergebnis der Wahl Einspruch eingelegt. Dieser Einspruch wurde jedoch noch im August 2013 abgewiesen. Damit galt die Rechtmäßigkeit der Wahl als gegeben und Häusler konnte am 2. Oktober 2013 vereidigt werden. Am 11. Juli 2021 wurde er mit 88,49 % der Stimmen bei einem Gegenkandidaten wiedergewählt.

## Ehrenämter
Bernd Häusler ist Vorsitzender des Hegau-Tourismus e.V., 2. Vorsitzender des Kunstvereins Singen e.V. sowie im Vorstand der Südwestdeutschen Kunststiftung. Des Weiteren ist er Beisitzer des „Vereins zur Förderung des Theaters "die Färbe e.V."“, des Vereins „Kinderchancen Singen e.V.“, der „Freunde der Jugendmusikschule Singen e.V.“ sowie des Fördervereins „Theresienkapelle Singen e.V.“.